# Melanodes anthracitaria
Melanodes anthracitaria is een vlinder uit de familie van de spanners, de Geometridae. Hij is endemisch voor Australië, en komt met name voor in zuidelijk Queensland, New South Wales, Victoria, Zuid-Australië en Tasmanië.
Zowel bij de rupsen als de imagines zijn er twee vormen. De rupsen kennen een bruine en een groene vorm. De imagines hebben een leigrijze grondkleur met zwarte golflijnen. Een vorm kent gelige banden over de vleugels, die de andere vorm mist.
De spanwijdte is ongeveer 50 millimeter voor de vrouwtjes, en 40 millimeter voor de mannetjes. De vlinder vliegt van augustus tot januari, afhankelijk van de plaats.
De waardplanten van de soort zijn soorten Eucalyptus.